# Ben Hunt

a Compétitions nationales et continentales officielles uniquement.

b Matchs officiels uniquement.
Benjamin Hunt dit Ben Hunt, né le 27 mars 1990 à Rockhampton (Australie), est un joueur  australien de rugby à XIII évoluant au poste de demi de mêlée, de demi d'ouverture ou de talonneur dans les années 2000 et 2010.
Natif du Queensland, fils d'un joueur de rugby à XIII, Geoff Hunt, Ben Hunt intègre jeune les équipes juniors des Brisbane Broncos en rugby à XIII. Il dispute ses premières rencontres de National Rugby League (« NRL ») en 2009 et devient pleinement titulaire à partir de 2013 à la charnière. Associé à Anthony Milford en charnière, il prend part à la finale perdue 16-17 de 2015 contre les North Queensland Cowboys en prolongations. En fin de contrat en 2018, il change de club pour signer pour aux St. George Illawarra Dragons l'un des contrats les plus lucratifs. Il y reste sept saisons, en prend le capitanat mais n'y compte qu'une qualification en phase finale. En 2025, il retourne dans son club d'origine : les Brisbane Broncos.
Parallèlement, il est convoqué en sélection. En sélection d'Australie, il y est convoqué dès 2014 pour le Tournoi des Quatre Nations 2014. Non titulaire, il prend part également à la Coupe du monde en 2017 remportée par l'Australie. Il remporte un second titre de Coupe du monde en 2022 dans la peau d'un titulaire au talonnage. Au State of Origin, il joue pour le Queensland à partir de 2017 et y dispute vingt rencontres lui permettant de remporter la série à quatre reprises en 2017, 2020, 2022 et 2023.

## Palmarès
- Collectif :
  - Vainqueur de la Coupe du monde : 2017 et 2021 (Australie).
  - Vainqueur de la Coupe du monde de rugby à neuf : 2019 (Australie).
  - Vainqueur du State of Origin : 2017, 2020, 2022 et 2023 (Queensland).
  - Finaliste du Tournoi des Quatre Nations : 2014 (Australie).
  - Finaliste de la National Rugby League : 2015 (Broncos de Brisbane).

### En équipe nationale
| Année | Compétition    | Rang      | Résultats Australie | Résultats Hunt | Matchs Hunt |
| ----- | -------------- | --------- | ------------------- | -------------- | ----------- |
| 2014  | Quatre Nations | Finaliste | 2 v, 0 n, 2 d       | 2 v, 0 n, 1 d  | 3/4         |
| 2017  | Coupe du monde | Vainqueur | 6 v, 0 n, 0 d       | 1 v, 0 n, 0 d  | 1/6         |

### Détails en sélection
| Matchs internationaux de Ben Hunt | Matchs internationaux de Ben Hunt | Matchs internationaux de Ben Hunt | Matchs internationaux de Ben Hunt | Matchs internationaux de Ben Hunt | Matchs internationaux de Ben Hunt | Matchs internationaux de Ben Hunt | Matchs internationaux de Ben Hunt | Matchs internationaux de Ben Hunt | Matchs internationaux de Ben Hunt | Matchs internationaux de Ben Hunt | Matchs internationaux de Ben Hunt |
| --------------------------------- | --------------------------------- | --------------------------------- | --------------------------------- | --------------------------------- | --------------------------------- | --------------------------------- | --------------------------------- | --------------------------------- | --------------------------------- | --------------------------------- | --------------------------------- |
| sous les couleurs de l'Australie  |                                   |                                   |                                   |                                   |                                   |                                   |                                   |                                   |                                   |                                   |                                   |
| 1.                                | 2 novembre 2014                   | Angleterre                        | 16-12                             | Quatre Nations                    | Remplaçant                        | 4                                 | 1                                 | 0                                 | 0                                 |                                   |                                   |
| 2.                                | 9 novembre 2014                   | Samoa                             | 44-18                             | Quatre Nations                    | Remplaçant                        | 0                                 | 0                                 | 0                                 | 0                                 |                                   |                                   |
| 3.                                | 15 novembre 2014                  | Nouvelle-Zélande                  | 18-22                             | Quatre Nations                    | Remplaçant                        | 4                                 | 1                                 | 0                                 | 0                                 |                                   |                                   |
| 4.                                | 11 novembre 2017                  | Liban                             | 34-0                              | Coupe du monde                    | Remplaçant                        | 0                                 | 0                                 | 0                                 | 0                                 |                                   |                                   |
| 5.                                | 13 octobre 2018                   | Nouvelle-Zélande                  | 24-26                             | Amical                            | Remplaçant                        | 0                                 | 0                                 | 0                                 | 0                                 |                                   |                                   |
| 6.                                | 20 octobre 2018                   | Tonga                             | 34-16                             | Amical                            | Remplaçant                        | 0                                 | 0                                 | 0                                 | 0                                 |                                   |                                   |
| 7.                                | 25 octobre 2019                   | Nouvelle-Zélande                  | 26-4                              | Coupe Océanie                     | Remplaçant                        | 0                                 | 0                                 | 0                                 | 0                                 |                                   |                                   |

### Détails en club
| Saison | Saison               | Championnat | Championnat  | Championnat | Championnat | Championnat | Championnat | Championnat | State of Origin | State of Origin | State of Origin | State of Origin | State of Origin | State of Origin | State of Origin | Sélection | Sélection | Sélection | Sélection | Sélection | Sélection | Sélection |
| Saison | Saison               | Comp.       | Class.       | M           | Pts         | Ess.        | Buts        | Dp.         | Ed.             | Rés.            | M               | Pts             | Ess.            | Buts            | Dp.             | Compet.   | M         | Pts       | Ess.      | Buts      | Dp.       |           |
| ------ | -------------------- | ----------- | ------------ | ----------- | ----------- | ----------- | ----------- | ----------- | --------------- | --------------- | --------------- | --------------- | --------------- | --------------- | --------------- | --------- | --------- | --------- | --------- | --------- | --------- | --------- |
| 2009   | Brisbane Broncos     | NRL         | Finale prél. | 2           | -           | -           | -           | -           |                 |                 |                 |                 |                 |                 |                 |           |           |           |           |           |           |           |
| 2010   | Brisbane Broncos     | NRL         | 10e          | 20          | 8           | 2           | -           | -           |                 |                 |                 |                 |                 |                 |                 |           |           |           |           |           |           |           |
| 2011   | Brisbane Broncos     | NRL         | Finale prél. | 19          | 4           | 1           | -           | -           |                 |                 |                 |                 |                 |                 |                 |           |           |           |           |           |           |           |
| 2012   | Brisbane Broncos     | NRL         | 1er tour     | 25          | 4           | 1           | -           | -           |                 |                 |                 |                 |                 |                 |                 |           |           |           |           |           |           |           |
| 2013   | Brisbane Broncos     | NRL         | 12e          | 23          | 8           | 2           | -           | -           |                 |                 |                 |                 |                 |                 |                 |           |           |           |           |           |           |           |
| 2014   | Brisbane Broncos     | NRL         | 1er tour     | 25          | 94          | 13          | 21          | -           |                 |                 |                 |                 |                 |                 |                 | QN        | 3         | 8         | 2         | -         | -         |           |
| 2015   | Brisbane Broncos     | NRL         | Finaliste    | 26          | 56          | 12          | 4           | -           |                 |                 |                 |                 |                 |                 |                 |           |           |           |           |           |           |           |
| 2016   | Brisbane Broncos     | NRL         | 2e tour      | 26          | 28          | 7           | -           | -           |                 |                 |                 |                 |                 |                 |                 |           |           |           |           |           |           |           |
| 2017   | Brisbane Broncos     | NRL         | Finale prél. | 21          | 28          | 7           | -           | -           | 2017            | Vainqueur       | 1               | -               | -               | -               | -               | CM        | 1         | -         | -         | -         | -         |           |
| 2018   | St. George Illawarra | NRL         | 2e tour      | 25          | 28          | 7           | -           | -           | 2018            | Perdant         | 3               | -               | -               | -               | -               |           | 2         | -         | -         | -         |           |           |
| 2019   | St. George Illawarra | NRL         | 15e          | 21          | 33          | 8           | -           | 1           | 2019            | Perdant         | 3               | -               | -               | -               | -               |           | 1         | -         | -         | -         | -         |           |
| 2020   | St. George Illawarra | NRL         | 12e          | 19          | 4           | 1           | -           | -           | 2020            | Vainqueur       | 2               | -               | -               | -               | -               |           |           |           |           |           |           |           |
| 2021   | St. George Illawarra | NRL         | 11e          | 15          | 20          | 5           | -           | -           | 2021            | Perdant         | 2               | 8               | 2               | -               | -               |           |           |           |           |           |           |           |
| 2022   | St. George Illawarra | NRL         | 10e          | 23          | 24          | 6           | -           | -           | 2022            | Vainqueur       | 3               | 4               | 1               | -               | -               | CM        | 5         | 4         | 1         | -         | -         |           |
| 2023   | St. George Illawarra | NRL         | 16e          | 22          | 42          | 8           | 5           | -           | 2023            | Vainqueur       | 3               | -               | -               | -               | -               |           | 3         | 4         | 1         | -         | -         |           |
| 2024   | St. George Illawarra | NRL         | 11e          | 22          | 16          | 4           | -           | -           | 2024            | Perdant         | 3               | 8               | 2               | -               | -               |           |           |           |           |           |           |           |
| 2025   | Brisbane Broncos     | NRL         |              | 5           | 4           | 1           | -           | -           |                 |                 |                 |                 |                 |                 |                 |           |           |           |           |           |           |           |